# خيسوس أغيلار باديلا
خيسوس أغيلار باديلا هو سياسي مكسيكي، ولد في 24 فبراير 1952 في بلدية كوسالا ‏ في المكسيك. نشط حزبياً في الحزب الثوري المؤسساتي. توفي يوم 30 يناير 2023.